# ワットピーク
ワットピーク（英語: watt peak、Wp）は、太陽光発電や風力発電などの出力が変動する電源において、標準として定められた条件の元で得られる電力をワット数で表したものである。

## 太陽光発電の場合
太陽光発電システムにおいては、ワットピークは標準測定条件（STC）における太陽電池モジュールの直流出力の最大電力をワットで表したものとなる。標準的な測定条件は1000W/平方メートル、25℃、エアマス（AM）1.5である。